# 岡部和雄
岡部 和雄（おかべ かずお）は、内田康夫の推理小説に登場する警視庁の警察官。

## 経歴
岡部は警視庁室町署の警部補だったが、長野県警の竹村岩男が松川ダムで発生したバラバラ殺人に端を発した連続殺人事件を、親交のある岡部に捜査協力を依頼し、岡部と竹村が一連の事件を解決させたことにより、岡部は警視庁捜査一課の警部に栄転し、以後も数々の難事件を解決している。

## 周囲の主な登場人物
神谷刑事
岡部の部下。〈「萩原朔太郎」の亡霊以降〉
坂口刑事
岡部の部下。〈「萩原朔太郎」の亡霊以降〉
竹村岩男
長野県警飯田署 巡査部長「死者の木霊」 → 長野県警捜査一課 警部「追分殺人事件」
橋本千晶
車椅子の女性で、橋本圭一の一人娘。「多摩湖畔殺人事件」、「少女像（ブロンズ）は泣かなかった」
河内刑事
警視庁東大和署 巡査部長「多摩湖畔殺人事件」 → 警視庁東大和署 警部補「少女像（ブロンズ）は泣かなかった」

## 登場作品（小説）
- 死者の木霊（自費出版された内田康夫の小説デビュー作）
- 「萩原朔太郎」の亡霊
- シーラカンス殺人事件
- 倉敷殺人事件
- 多摩湖畔殺人事件
- 「横山大観」殺人事件
- 十三の墓標
- 追分殺人事件
- 少女像（ブロンズ）は泣かなかった
- 貴賓室の怪人「飛鳥」編

## テレビドラマ
竹村岩男が主人公の「信濃のコロンボ」作品を除き、ドラマ化に際して、岡部が主人公の作品が原作なのにもかかわらず、岡部を脇役に据えたり、岡部自体を登場させないドラマが多かったが（一例として「河内刑事&橋本千晶シリーズ」）、原作の通りに岡部を主人公にしたドラマが登場してきた。

### テレビ朝日版
- 土曜ワイド劇場「死者の木霊」（1982年12月4日放送）
岡部警部 - 中島久之

### 日本テレビ版
- 火曜サスペンス劇場「182566の死者（多摩湖畔殺人事件）」（1987年5月19日放送）
岡部警部 - 岸部一徳
- 火曜サスペンス劇場「吉備路殺人事件（倉敷殺人事件）」（1989年5月23日放送）
岡部警部 - 佐藤慶

### TBS版
- 「女子大生の危険な片思い（倉敷殺人事件）」（1987年7月12日放送）
岡部警部 - 西郷輝彦
- 月曜ミステリー劇場「『萩原朔太郎』の亡霊」（2002年2月18日放送）
岡部警部 - 髙嶋政宏
- 月曜ゴールデン ⇒ 月曜名作劇場「信濃のコロンボ」
岡部警部 - 高橋克典

1. 「〜死者の木霊〜」（2013年10月7日放送）
2. 「戸隠伝説殺人事件」（2014年11月24日放送）
3. 「北国街道殺人事件」（2016年11月14日放送）
4. 「軽井沢追分殺人事件」（2017年4月24日放送）
5. 「『信濃の国』殺人事件」（2017年11月20日放送）

- 月曜名作劇場 「警視庁岡部班」（上記、「信濃のコロンボ」のスピンオフ）

1. 「倉敷殺人事件」（2017年11月27日放送）
2. 「多摩湖畔殺人事件」（2018年11月12日放送）

### フジテレビ版
- 金曜エンタテイメント「多摩湖畔殺人事件」（1995年9月15日放送）
岡部警部 - 渡辺いっけい
- 金曜エンタテイメント「信濃のコロンボ3 追分殺人事件」（2000年6月2日放送）
岡部警部 - 石黒賢
- 金曜エンタテイメント ⇒ 金曜プレステージ「岡部警部シリーズ」
岡部警部 - 近藤真彦（全作）

1. 「倉敷殺人事件」（2006年9月1日放送）
2. 「多摩湖畔殺人事件」（2007年8月31日放送）
3. 「十三の墓標」（2008年9月5日放送）
4. 「シーラカンス殺人事件」（2009年11月27日放送）

### テレビ東京版
- 女と愛とミステリー ⇒ 水曜ミステリー9「信濃のコロンボ事件ファイル」
岡部警部 - 松村雄基（全作）
第1作と第5作以外の原作には、岡部和雄は登場しない。

1. 「死者の木霊」（2001年11月14日放送）
2. 「北国街道殺人事件」（2002年5月22日放送）
3. 「『信濃の国』殺人事件」　（2003年2月5日放送）
4. 「戸隠伝説殺人事件」（2003年9月3日放送）
5. 「追分殺人事件」（2004年3月24日放送）
6. 「軽井沢殺人事件」（2004年9月8日放送）
7. 「見知らぬ鍵」（2005年1月19日放送）
8. 「アリスの騎士〈ナイト〉」（2005年5月18日放送）
9. 「乗せなかった乗客」（2005年8月31日放送）
10. 「杜の都殺人事件」（2006年1月11日放送）
11. 「埋もれ火」（2006年4月5日放送）
12. 「陰画の構図」（2006年8月16日放送）
13. 「盲目のピアニスト」（2006年12月13日放送）
14. 「死あわせなカップル」（2007年4月25日放送）
15. 「愛するあまり」（2007年10月24日放送）
16. 「願望の連環」（2008年6月25日放送）
17. 「遠野殺人事件」（2008年12月17日放送）
18. 「越天楽がきこえる」（2009年9月9日放送）

- 水曜ミステリー9「内田康夫サスペンス」
岡部警部 - 葛山信吾

1. 「多摩湖畔殺人事件」（2012年7月18日放送）
2. 「鬼刑事と車椅子の少女」（2013年5月22日放送）

- 月曜プレミア8「新・信濃のコロンボ」
岡部和雄 - 三浦貴大

1. 「追分殺人事件」（2020年6月8日放送）